# Coop Finspång
Coop Finspång, tidigare Norra Östergötlands konsumtionsförening, är en svensk konsumentförening med verksamhet i Finspångs kommun.
Föreningen drev 2023 gallerian Viberga med dess Stora Coop samt ytterligare två butiker i Finspång (Östermalmshallen och Bergslagshallen) och en i Rejmyre.

## Historik
Områdets första konsumtionsförening var den i Sonstorp som bildades 1860. Finspongs konsumtionsförening bildades 1915.
Den 1 juli 1929 bildades Norra Östergötlands konsumtionsförening (NÖK) genom fusion av Finspångs konsumtionsförening, Doverstorps konsumtionsförening, Sonstorps förbrukningsförening, Prästköps konsumtionsförening och Grytgöls konsumtionsförening. Bildandeåret hade föreningen 1474 medlemmar och åtta butiker. År 1932 uppgick även Bobergs konsumtionsförening i NÖK.
Tio år efter bildandet av NÖK hade föreningen arton butiker. Senare uppgick även föreningarna i Borggård och Ljusfallshammar i NÖK. Som mest hade föreningen ett 30-tal butiker.
År 1954 blev Åke Dahlin föreningens vd. Han satsade på att koncentrera handeln och verksamheten till Centrumhuset. År 1971 etablerade man även Viberga. Dahlin slutade som vd 1983. Konsum Rejmyre uppgick i NÖK 1977.
I synnerhet etableringen av Viberga Storlager var särskilt framgångsrik och lockade kunder från hela Östergötland. NÖK marknadsandelar i Finspång har länge legat långt över kooperationens rikssnitt. Bland annat sade man sig ha en marknadsandel på 60-70 procent 1972, 70 procent av dagligvarorna 1982 och 80 procent år 1986. Fram till år 2002 hade körde föreningen bussar som gratis tog kunderna till Viberga.
NÖK bibehöll länge en förhållandevis hög återbäring på runt fem procent. Detta bidrog till att man också hade en förhållandevis hög medlemsanslutning. År 1982 hade man 15 000 medlemmar, inklusive många utanför NÖK:s område. Återbäringen kunde bibehållas genom föreningens höga lönsamhet. När tidningen Veckans Affärer 1987 listade Sveriges 400 största företag var NÖK det näst mest lönsamma sett till avkastning på eget kapital.
Föreningen var ofta en frifräsare inom KF och var mer villiga att ta in varor från externa producenter när man ansåg att dessa var bättre än KF:s egna. Man såg även till att hålla nere byggkostnader. Man undvek att anlita KFAI eftersom man ville hålla lokalerna enkla.
Under 1990-talet gick övriga konsumentföreningar i Östergötland samman och bildade Konsum Öst som senare överlät sin verksamhet direkt till KF. NÖK stod utanför denna sammanslagning och fortsatte som en fristående handelsdrivande förening.
Den 31 maj 2005 stängdes butiken i Sonstorp.
År 2007 skyltades butikerna om med Coop-namnet. Bergslags- och Östermalmshallarna blev Coop Konsum, Viberga storlager blev Coop Forum och dess byggavdelning blev Coop Bygg. I april 2013 bytte även föreningen namn till Coop Finspång. Coop Bygg vid Viberga lades ner i februari 2014.